# Liste der Baudenkmäler in Coburg/O
Dieser Teil der Liste der Denkmäler in Coburg beschreibt die denkmalgeschützten Objekte in folgenden Coburger Straßen und Plätzen:
- Obere Anlage
- Obere Klinge
- Obere Leopoldstraße
- Obere Salvatorgasse
- Oberer Bürglaß

## Obere Anlage
| Adresse Bezeichnung Akten-Nr.                     | Beschreibung | Foto |
| ------------------------------------------------- | --- | ---- |
| Obere Anlage (Lage)                               | Die Obere Anlage beginnt an der Steingasse und wird bei der Abzweigung der Marienstraße mit der Alexandrinenstraße fortgesetzt. Sie entstand um 1819 entlang der ehemaligen südöstlichen Stadtbefestigung, als der dortige Stadtgraben aufgefüllt wurde. Die Bebauung besteht auf der Ostseite aus fünf repräsentativen Häusern, von denen die zwei südlichen den Glockenberg als Adresse haben. |      |
| Obere Anlage                                      | siehe Wettiner Anlage |      |
| Obere Anlage 1 (Standort) Wohnhaus D-4-63-000-377 | Das zweigeschossige, klassizistische Wohnhaus ließ sich 1836 der herzogliche Kammerherr Emil von Lichtenberg errichten. Die Ergänzung mit zwei Zwerchhäuser und einem Balkon durch Georg Meyer veranlasste 1882 der Hofzahnarzt Johann Kipp. Das Walmdachhaus zeichnet sich durch fünf Achsen auf der Längsseite und drei Achsen auf der Querseite aus. Die drei inneren Achsen der Straßenfassade sind als Risalit mit einem Zwerchhaus ausgebildet. Auf massiven Erdgeschossaußenwänden aus Sandstein ruht die verputzte Fachwerkkonstruktion des Obergeschosses. Ein Kranz- und Brüstungsgesims ist als horizontales Gliederungselement vorhanden. |      |
| Obere Anlage 2 (Standort) Wohnhaus D-4-63-000-378 | Das zweigeschossige, klassizistische Wohnhaus gab 1818 der geheime Konferenzrat Christoph Arzberger in Auftrag. 1862 wurde der Eingang an die Nordseite verlegt und 1908 das Treppenhaus. Außerdem ließ der Privatier Adolf Riemann 1908 einen dreigeschossigen Anbau an der Südostecke errichten und das Dachgeschoss zu Wohnzwecken mit einem Zwerchhaus an der Südseite ausbauen. Ursprünglich sind noch die Straßenfassade und die zugehörigen Räume. Das Gebäude ist durch fünf Achsen in der Straßenfront und vier auf der Schmalseite sowie dreiachsige Zwerchhäuser gekennzeichnet. Einen Balkon und drei Rundbogenfenster weist die Straßenfassade im Obergeschoss auf, das durch ein profiliertes Gesims vom Erdgeschoss getrennt ist. Das Treppenhaus ist in einem Risalit mit Eckbänderungen angeordnet. Lamellenläden sind bei den Fenstern markant. |      |
| Obere Anlage 3 (Standort) Wohnhaus D-4-63-000-379 | Im Jahr 1835 ließ sich der Kammerdiener Peter Anton Joseph Fischer auf dem Areal ein Wohnhaus errichten, das 1862 aufgestockt und erweitert wurde und seine heutige Gestaltung erhielt. 1909 erfolgte rechts der Anbau eines geschlossenen Balkons auf eine anschließende Stützmauer. Ein Dachgeschossausbau kam 1988 zur Ausführung. Das klassizistische Walmdachhaus ist durch fünf Achsen in der Straßenfront und drei auf der Schmalseite gekennzeichnet. Die längliche Westseite besitzt in der Mitte einen dreiachsigen Risalit, der oben von einem verschieferten Zwerchhaus abgeschlossen wird. Das Erdgeschoss trennt ein Bandgesims vom Obergeschoss, das eine Fachwerkkonstruktion und Fenster mit Profilstürzen aufweist. |      |

## Obere Klinge
| Adresse Bezeichnung Akten-Nr.                              | Beschreibung | Foto |
| ---------------------------------------------------------- | --- | ---- |
| Obere Klinge (Lage)                                        | Die Obere Klinge verbindet den Oberen Bürglaß mit der höhergelegenen Bergstraße auf dem Festungsberg. Die Bezeichnung lässt sich auf das mittelhochdeutsche Wort „klinge“ in der Bedeutung für Talschlucht zurückführen. Die Straße unterscheidet sich gegenüber der Unteren Klinge insbesondere durch ihre Höhenlage. Die Bebauung ist vor allem durch gründerzeitliche Villen gekennzeichnet. |      |
| Obere Klinge 1 (Standort) Ehem. Villa Anker D-4-63-000-380 | Der Berliner Privatier Carl Ludwig Anker ließ sich 1872 die Villa nach Plänen des Architekten Hans Rothbart errichten. Im Rahmen des Wiederaufbaus nach einem Brand im Jahr 1887 kam es zu einer Umgestaltung. Bis 1903 war das Haus Direktionsgebäude des benachbarten Landeskrankenhauses, 1957 erwarb es die Katholische Kirchenstiftung St. Augustin. Die Neurenaissancevilla steht im Hang und weist einen Quadersockel auf, der Richtung Westen als Vollgeschoss ausgebildet ist. Darüber sind zwei verputzte Obergeschosse mit Quaderbänderungen an den Hauskanten angeordnet. Die talseitige Fassade ist gekennzeichnet durch zwei Eckrisalite mit vorgesetzten dreiseitigen, zweigeschossigen Erkern. Darüber sind dreiteilige Fenster mit mittig aufgebogenen Profilgebälken vorhanden. Die Fassadenmitte betont eine reich dekorierte Ziergaube. Ein Konsolkranzgesims, in der Mitte durch ein Zahnschnittgesims unterbrochen, verläuft unter der Dachtraufe, ein umlaufendes Profilgesims trennt das oberste Geschoss von der darunter liegenden Etage. Der Nordwestfassade ist ein 1887 angefügter polygonaler Wintergarten aus Holz davor gesetzt, unter der Auffahrt zum Gebäude ein mittelalterlicher Gewölbekeller vorhanden. |      |
| Obere Klinge 1 a/1 b (Standort) Kelleranlage D-4-63-000-26 | siehe Gewölbekeller Allee |      |
| Obere Klinge 3 (Standort) Villa D-4-63-000-381             | 1869 wurde die zweigeschossige Villa für die Kaufmannswitwe Sophie Luise Eck errichtet. Das Gebäude entstand in Anlehnung an den ehemaligen Sommersitz der Herzogswitwe Auguste in Ketschendorf, der von 1803 bis 1869 bestand. Das klassizistische, verputzte Walmdachhaus ist durch fünf Achsen in der südlichen Straßenfront und drei auf der Schmalseite gekennzeichnet. Die südliche Fassade mit dem Eingangsbereich besitzt ein dreiachsiges Mittelrisalit mit einem überdachten Portal. Die gegenüberliegende Gartenseite ist analog mit einem Mittelrisalit gestaltet, allerdings stehen dort vier ionische Säulen davor, die eine Veranda mit Söller stützen. Die dreiachsige Westfassade weist einen wenig ausgebildeten, einachsigen, in der Mitte angeordneten Risalit mit einem markanten Konsolkastenerker, der drei rundbogige Fenster hat, auf. Darüber ist eine Dachgaube mit gleicher Fensterform und mit einem flachen Dreiecksgiebel vorhanden. Ein Bandgesims trennt die beiden Geschosse. Unter der Dachtraufe verläuft ein Zahnschnittfries. |      |
| Obere Klinge 4 (Standort) Gartenhaus D-4-63-000-382        | Das zweigeschossige Gartenhaus weist die Bezeichnung 1798 auf. Ursprünglich hatte das nicht unterkellerte Walmdachhaus drei Fensterachsen in der Längsseite und eine in der Schmalseite. 1952 wurde es durch einen westlichen Anbau mit Keller um eine Fensterachse erweitert, der allerdings die Gebäudesymmetrie beseitigte. Die Fassade des niedrigen Erdgeschosses besteht aus Sandsteinquadern und im Obergeschoss ist sie verputzt. Das Eingangsportal besitzt einen zweibündigen Rahmen mit Keilstein. |      |
| Obere Klinge 5 (Standort) Villa D-4-63-000-383             | Die historistische Villa mit anklingenden Jugendstilformen errichtete 1894 die Firma des Baumeisters Bernhard Brockardt. Das mehrteilige Gebäude mit einer Fassade aus Ziegel und Sandsteingliederungen besitzt in der Straßenfront einen markanten dreiseitigen, dreigeschossigen Erker über dem ein Spornerker und ein abgestufter Ziergiebel angeordnet sind. Auf der linken Seite steht über dem Sockelgeschoss eine zweigeschossige Holzlaube. Rechts ist der über eine Treppe erschlossene Eingang mit einer vorgesetzten, massiven Laube im Erdgeschoss und einer Holzlaube im Obergeschoss. Dahinter befindet sich ein Treppenhausturm mit einem Walmdach und Zierfachwerk im Obergeschoss. |      |
| Obere Klinge 5 a (Standort) Villa D-4-63-000-734           | Die 1895 vom Baumeister Bernhard Brockardt im historistischen Stil erbaute Villa ist ein zweigeschossiger, traufständiger Satteldachbau. Das Haus besitzt ein hohes Sockelgeschoss mit einem Mauerwerk aus Steinquaderstreifen auf dem das Obergeschoss, durch ein kräftiges Profil getrennt, mit seinen verputzen Außenwänden und Sandsteingliederungen steht. Die Straßenfassade kennzeichnet ein Zwerchhausrisalit mit einem Spornerker, der von einer welschen Haube abgeschlossen und beidseitig durch Fenster mit Rouleaublenden flankiert wird. Darunter sind zwei segmentbogige Fenster angeordnet. Den Abschluss oben bildet ein Ziergiebel mit einer Ritterfigur. Links vom Risalit sind zwei Fensterachsen und rechts ein Korbbogenfenster einer geschlossenen Laube vorhanden, die oben durch ein bemaltes Traufgesims begrenzt werden. Die linke dreiachsige Giebelfassade ist durch ein kleineres Rechteckdoppelfenster in der Mitte und größere Rundbogenfenster außen gestaltet. Im gestuften Giebel ist ein Okulus erwähnenswert. |      |
| Obere Klinge 5 b (Standort) Villa D-4-63-000-735           | Der Maurermeister Georg Meyer errichtete 1899 die historistische Villa. Das zweigeschossige Satteldachhaus weist eine Fassade aus Ziegel mit Sandsteingliederungen auf, die auf einem Sockelgeschoss aus Quadermauerwerk steht. Die Straßenfront zeichnet ein Eckrisalit mit Zwerchhaus und einem davor stehenden dreiseitigen Erker aus Sandstein mit Söller aus. Die Fenster im Erker besitzen Spiegelbrüstungen, der Söller eine Balustrade und eine dreiteilige Fenster-Tür-Gruppe mit Bezeichnung AS 1900. Rechts befindet sich der überdachte Eingang mit einem Treppenturm, der im Kniestock ein sichtbares Fachwerk hat. Die westliche Giebelseite ist zweiachsig mit Rundbogen- und Doppelfenstern ausgebildet, die rückwärtige Gartenseite mit einem zweiachsigen Satteldachrisalit und einer Veranda in Fachwerk. |      |
| Obere Klinge 5 d (Standort) Villa D-4-63-000-736           | Die historistische Villa erbaute 1893 der Baumeister Bernhard Brockardt als erste von drei Villen an der oberen Klinge. Es ist ein dreigeschossiger Walmdachbau mit einer Fassade aus Ziegel mit Sandsteingliederungen. Zur südlich gelegenen Zufahrt steht die Schmalseite, die vier Fensterachsen, in der Mitte als Doppelfenster ausgeführt, und eine Schleppgaube aufweist. Die östliche Langseite besteht aus sechs Achsen und zwei Eckrisaliten, wobei der rechte als Treppenturm ausgebildet ist. Der als Halbgeschoss ausgebildete Keller mit Keilsteinen über den original vergitterten Fenstern ist durch ein kräftiges Gesims vom Erdgeschoss, das wiederum durch ein Sohlbankgesims auf Konsolen vom Obergeschoss, getrennt. Entlastungsbögen über den rechteckigen, gerahmten Fenstern zieren die Erdgeschossfassade. Den Abschluss bildet oben unter der Dachtraufe eine Konsolreihe als Kranzgesims. Im Dach sind auf der Südseite beidseitig neben der Schleppgaube zwei Hausgauben mit welschen Hauben angeordnet. |      |
| Obere Klinge 9 (Standort) Ehem. Villa Ida D-4-63-000-737   | Im Jahr 1893 beauftragte der Professor Wilhelm Rollmann den Bau der Villa im Stil des gotisierenden Historismus. 1933 folgte eine Erweiterung mit einem Erker durch den Maurermeister Paul Schaarschmidt für den Miederwaren-Fabrikanten Gustav Schmidt. Das Haus besitzt ein hohes Sockelgeschoss mit einem Quadersockel auf dem das Obergeschoss, bestehend aus Ziegel mit Sandsteingliederungen, unter anderem gezahnte Bänderungen an den Hauskanten, steht. Die Fassade zur Straße ist durch einen rechts angeordneten Risalit mit einem Zwerchgiebel gekennzeichnet. Davor steht ein polygonaler Erker aus Sandstein mit einem Söller, der über ein Fenster-Tür-Paar mit Spitzbogenblenden erschlossen ist. Die linke, westliche Fassade besitzt einen Mittelrisalit mit Doppelfenstern und ist ähnlich der Hauptfassade ausgeführt. |      |

## Obere Leopoldstraße
| Adresse Bezeichnung Akten-Nr.                              | Beschreibung | Foto |
| ---------------------------------------------------------- | --- | ---- |
| Obere Leopoldstraße (Lage)                                 | Die Obere Leopoldstraße führt von der Leopoldstraße zur höher gelegenen Seidmannsdorfer Straße und wird nach Südwesten durch den Hinteren Glockenberg fortgesetzt. Die 1855 errichtete Straße weist unter anderem gründerzeitliche Villen als Bebauung auf. |      |
| Obere Leopoldstraße 5 (Standort) Villa D-4-63-000-738      | Die zweigeschossige Villa entwarf 1893 der Architekt Johannes Köhler in kubischen Formen des Klassizismus für den Zeichenlehrer Paul Türck. 1898 ergänzte der Hofzimmermeister Georg König das Haus auf der Ostseite mit einer zweigeschossigen Holzlaube. Das Walmdachhaus besitzt ein Kellergeschoss mit Mauerwerk aus Steinquadern, getrennt durch ein Gesims von der Ziegelfassade mit Sandsteingliederungen, die zur Straße vierachsig ausgebildet ist. Dort ist in der Mitte ein Risalit mit einem vorgesetzten, dreiseitigen Erker im Erdgeschoss, Doppelfenstern im Obergeschoss und einem abschließenden Dreiecksgiebel vorhanden. Die Obergeschossfenster sind durch Spiegelbrüstungen sowie Rahmen, die Konsolstürze tragen, gekennzeichnet.           |      |
| Obere Leopoldstraße 9 (Standort) Villa D-4-63-000-739      | Im Jahr 1933 ließ sich der Rechtsanwalt Herbert Forkel die Villa von Franz Obenauf mit einer Klinkerfassade errichten. In der blockhaften Gestaltung und Gliederung der Fassade mit beispielsweise Walmdach und Mittelrisalit entspricht es den neuklassizistischen Bauten älterer Architektur, allerdings weist es expressionistische Details, wie die horizontale Aufteilung der Fassade, unabhängig von der Geschossteilung in vier gleich hohe Streifen, auf. Der oben abschließende Gesimsstreifen wird durch zwei Reihen von einzelnen vorstehenden, hochkant gestellten Ziegeln dekoriert. Die Straßenfassade zeichnet ein zweiachsiger Mittelrisalit mit Dreiecksgiebel und figürlichem Schmuck aus. Links ist ein halbrunder Treppenhausturm angeordnet. |      |
| Obere Leopoldstraße 10 (Standort) Wohnhaus D-4-63-000-740  | 1890 beauftragte der Baron von Buddenbrock den Bau des giebelständigen Wohnhauses. Auf einem Quadersockel ruht durch eine Bandgesims getrennt die in Ziegel mit Sandsteingliederungen ausgeführte Fassade. Die Giebelseite zur Straße ist durch eine mittig angeordnete, zweigeschossige Holzlaube mit einer Veranda und dem Eingang gekennzeichnet. Beiderseits sind oben Reliefs mit dem Buddenbrock’schen Wappen angeordnet. Das Giebeldreieck über der Laube weist eine Fachwerkkonstruktion auf. Die Nordseite besitzt einen einachsigen Mittelrisalit mit einem Zwerchgiebel mit beiderseitigen Hausgauben mit Spitzhelmen. |      |
| Obere Leopoldstraße 12 (Standort) Mietshaus D-4-63-000-741 | Das dreigeschossige Mietshaus errichtete 1904 der Baumeister Hans Münscher in Formen eines reduzierten Historismus als Doppelhaushälfte zusammen mit dem Wohnhaus Seidmannsdorfer Straße 19 für den Fabrikanten Johann Schindhelm. Die Straßenfassade des traufständigen, durch An- und Aufbauten gestuften Satteldachhauses ist durch einen Eckrisalit mit einem geschwungenen Zwerchgiebel gekennzeichnet, dessen Geometrie sich beim Nachbarhaus wiederholt. Ein viergeschossiger Holzlaubenvorbau mit Pultdach, der als Überdachung des Eingangs dient, steht links vor der Nordfassade. Daneben ist das Treppenhaus in einem Risalit mit Krüppelwalm angeordnet. Der Kellersockel und geschossweise Bänder aus Sandstein gliedern die verputzte Fassade.     |      |

## Obere Salvatorgasse
| Adresse Bezeichnung Akten-Nr.                                           | Beschreibung | Foto |
| ----------------------------------------------------------------------- | --- | ---- |
| Obere Salvatorgasse (Lage)                                              | Die Obere Salvatorgasse verbindet die Ketschengasse mit Salvatorfriedhof. Sie wurde bis 1875 wegen der zum Friedhof ziehenden Leichenzüge Totengasse genannt, im Gegensatz zur parallel verlaufenden, südlichen Unteren Salvatorgasse, die Freudengasse hieß. Traufseit- und Giebelhäuser kennzeichnen die noch teilweise vorhandene historische Bebauung. |      |
| Obere Salvatorgasse (Standort) Salvatorfriedhof D-4-63-000-401          | Im Jahr 1494 wurde der Salvatorfriedhof am Rand der Ketschvorstadt angelegt, 1856 folgte die Auflassung und 1984 die Umgestaltung zu einer Parkanlage. Die Einweihung der Salvatorkirche als Friedhofskirche war 1662. Am westlichen Eingang steht aus dem Jahr 1605 ein rundbogiges Rustikaportal mit Diamantquadern im Stil der Renaissance, mit der Figur des Christus Salvator als Bekrönung. Nördlich davon schließen die mit Satteldächer versehenen Gruftarkaden an, die toskanische Pfeiler mit vorgesetzten ionischen Pilastern aufweisen. Unter den Bogengängen waren die vornehmeren Bürger, wie Nikolaus Zech, beigesetzt worden. Die östliche Friedhofsmauer erfuhr 1860 eine neugotische Umgestaltung. Einige Grabdenkmäler von lokalgeschichtlicher Bedeutung sind noch vorhanden. |      |
| Obere Salvatorgasse 1 (Standort) Handwerkerhaus D-4-63-000-398          | Die Bebauung des Grundstücks mit einem Handwerkshaus ist schon seit 1404 belegt. Der jetzige Bau entstand in der zweiten Hälfte des 18. Jahrhunderts aus einer Aufstockung oder einem Neubau. Auffällig ist an dem dreigeschossigen traufständigen Satteldachhaus die aus der Straßenflucht vorspringende Fassade, die aus einem massiven Erdgeschoss und einer verputzten Fachwerkkonstruktion in den Obergeschossen besteht. Den Abschluss bildet oben ein Zwerchhaus aus dem Jahr 1867. Die Obergeschossfenster sind zu als Dreiergruppen ausgebildet und von Profilrahmen eingefasst. Das Erdgeschoss, gerahmt von Ecknutungen, weist rechts eine Garage aus dem Jahr 1969 auf und links ist das Eingangsportal mit einem profilierten Rahmen und Keilstein sowie einer geraden Verdachung vorhanden. |      |
| Obere Salvatorgasse 4 (Standort) Wohn- und Geschäftshaus D-4-63-000-399 | Teile der Bausubstanz des dreigeschossigen Wohnhauses stammen wahrscheinlich aus dem 17. Jahrhundert. Nach dem Häuserforscher Ernst Cyriaci war dort 1657 ein Stadel vorhanden, der 1681 für den Metzger Johann Muther zu einem dreigeschossigen Haus mit Fleischerladen grundlegend umgebaut wurde. 1781 folgte ein Ausbau für den Leineweber Johann Sturm und 1952 eine Dachaufstockung an der Straßenfront. Das traufständige Satteldachhaus besitzt ein massives Erdgeschoss, auf dem die Fachwerkkonstruktion der Obergeschosse ruht. Das Erdgeschoss ist vom Obergeschoss durch ein gekehltes Gesims getrennt und seitlich durch vertikale Bänderungen eingerahmt. Neben drei Fenstern, die zu einer Dreiergruppe eingefasst sind, besitzt es links ein stichbogiges Portal mit einem doppelt fasziertem Rahmen, einem 1781 datierten Keilstein und einem auskragenden Abschlussgebälk. Die Eingangstür weist zwei hölzerne Flügel mit geschweiften Felderungen auf.                                                                        |      |
| Obere Salvatorgasse 6 (Standort) Wohnhaus D-4-63-000-400                | Das dreigeschossige Eckhaus zur Unteren Salvatorgasse geht auf ein Handwerkerhaus zurück, das 1588 errichtet und 1700 als eingeschossiger alter Bau mit einer Stube beschrieben wurde. 1781 veranlasste Johann Michael Hartmann einen weitreichenden Umbau, 1833 folgte eine bereichsweise Aufstockung und 1869 ließ der Schreinermeister Paul Reißenweber das Gebäude um zwei Achsen verbreitern und auf der Ostseite Fenster einbauen. Das Satteldachhaus besitzt auf der Längsseite acht Fensterachsen und in der Giebelseite sind es drei. Es steht im Erdgeschoss mit Fachwerk- und massiven Wänden auf einem Quadersockel. Die Obergeschosswände sind als verputzte Fachwerkkonstruktionen ausgebildet. Das Portal ist durch zwei glatte Pilaster gekennzeichnet, auf denen ein profiliertes Gesims aufliegt. Darunter liegt ein stichbogiger Sturz, auf dem die Jahreszahl 1781 steht, und ein Keilstein mit der Initiale H für den damaligen Eigentümer. Rechts davon sind fünf Fenster in einem geschosshohen Quadermauerwerk vorhanden. |      |

## Oberer Bürglaß
| Adresse               | Beschreibung | Foto |
| --------------------- | --- | ---- |
| Oberer Bürglaß (Lage) | Der Obere Bürglaß verbindet als relative breite und gerade Straße den Theaterplatz Richtung Norden mit dem Steinweg. Auf der Rückseite des Theaters, zwischen dem Bürglaß-Schlösschen und der Villa Edinburgh beginnt die Straße mit einer platzartigen Erweiterung. Es folgt eine dichtere Bebauung, die sich Richtung Norden auflockert. Das langgestreckte, zurückgesetzte, neugotisch gestaltete ehemalige Post- heute Gerichtsgebäude gliedert im nördlichen Abschnitt die Ostseite. Seit 1875 wird zwischen Oberen Bürglaß und dem abzweigenden Unteren Bürglaß unterschieden. Die Bezeichnung der Straße am Fuß des Festungsberges könnte aus dem mittelhochdeutschen Wort „burclite“ für Abhang eines Burgberges stammen. |      |

| Adresse Bezeichnung Akten-Nr.                                                     | Beschreibung | Foto |
| --------------------------------------------------------------------------------- | --- | ---- |
| Oberer Bürglaß 1 (Standort) Ehem. Bürglaß-Schlösschen D-4-63-000-384              | Das sogenannte Bürglaßschlösschen entstand 1794 aus dem Umbau eines Vorgängerhauses, das seit 1521 belegt ist. Bauherr war Prinz Friedrich Josias. Ein weiterer Umbau folgte 1843. Nach dem Tode des Zaren Ferdinand von Bulgarien im Jahr 1948 erwarb die Stadt Coburg das Gebäude. Seit 1951 ist es Sitz des Standesamtes. Das zweigeschossige Walmdachbaus zählt zu den wichtigsten Beispielen klassizistischer Architektur in Coburg. Die Fassaden an den Längsseiten sind in der Mitte durch einen dreiachsigen Risalit mit Zwerchhaus und Dreiecksgiebel gekennzeichnet. Beidseitig sind weitere vier Fensterachsen angeordnet. Vor der Ostfassade mit dem Eingang steht eine Altane, die auf sechs Säulen ruht und von einem klassizistischen, schmiedeeisernen Gitter begrenzt wird. |      |
| Oberer Bürglaß 2 (Standort) Ehem. Kyrill-Palais D-4-63-000-385                    | Das ehemalige Palais entstand 1847 als Wohnhaus für den Staatsrat und Kammerherrn Emil Freiherr von Pawel-Rammingen. 1868 veranlasste der Rittmeister Friedrich Ehrenreich von Muschwitz die Erhöhung der Obergeschossfenster und den Bau des Mansarddaches. 1886 erwarb Herzog Alfred das Anwesen, nach seinem Tod ging es auf seine Frau Marie über. Ende 1921 kam die Villa Edinburgh durch Erbteilung in den Besitz des russischen Großfürsten Kyrill, der seit 1905 mit Viktoria Melita verheiratet war. In den folgenden Jahren war das Haus einer der Wohnsitze Kyrills. 1940 erwarb die Stadt Coburg das Anwesen, das heute einen Kindergarten beherbergt. Die zweigeschossige Villa wurde im Stil des späten Klassizismus errichtet. Die Fassade besteht aus Sandsteinquadern. Sie ist an den Hauskanten durch Eckquader gefasst und durch Gesimse geschossweise unterteilt. In der Mitte ist ein dreiachsiger Risalit mit einem Dreiecksgiebel angeordnet, den beiderseits einachsige Fensterreihen flankieren. Während im Obergeschoss rechteckige Fenster vorhanden sind, wird das Erdgeschoss durch rundbogige Fenster mit breiter Sohlbank betont. Die Fenster und Tür zur Terrasse im Risalit zeichnen sich durch drei Rundbögen aus, die auf Pfeilern mit toskanischen Kämpfern ruhen. |      |
| Oberer Bürglaß 3 (Standort) Ehem. Küchengebäude Bürglaßschlösschen D-4-63-000-384 | Der zweigeschossige Walmdachbau entstand 1843 als Küchengebäude für das benachbarte Bürglaß-Schlösschen. Das Traufseithaus besitzt ein Bandgesims zwischen den Geschossen und in der Hauptfassade acht Fensterachsen. Die Schmalseiten haben eine beziehungsweise drei Fensterachsen. In dem Gebäude ist seit einer Sanierung im Jahr 1991 ein Seniorentreff untergebracht. |      |
| Oberer Bürglaß 4 (Standort) Ehem. Stallgebäude D-4-63-000-385                     | 1847 ließ Emil Freiherr von Pawel-Rammingen hinter dem Palais Kyrill ein Stallgebäude errichten, das 1869 im Auftrag des Rittmeisters von Muschwitz als Stall- und Remisengebäude neu gebaut wurde. Das neugotische Nebengebäude steht mit seiner Rückseite am ehemaligen Stadtgraben, der heutigen Allee, und wird im Norden durch die Bürglaßbrücke begrenzt. Es dient der Stadt als Verwaltungsgebäude. Das Traufseithaus ist mit einem Satteldach und neugotisch gestuften Giebeln ausgebildet. Das Untergeschoss mit seinen schmalen kleinen Fenstern besteht aus einem ungeteilten Quadersockel und ist in die Dekorationsmauern der Allee integriert. Die Fassade darüber ist verputzt und weist sechs durch Lisenen und Kranzgesims gerahmte Felder auf. Südlich schließt sich als Verbindungsbau zum Palais Edinburg ein eingeschossiger Quaderbau mit dreiseitigem Erker und Terrasse an. |      |
| Oberer Bürglaß 7 (Standort) Wohn- und Geschäftshaus D-4-63-000-387                | Das dreigeschossige Wohn- und Geschäftshaus errichtete sich 1824 der Zimmermeister Christian Friedrich Hertha. 1835 wurde die Straßenfassade erneuert und 1836 folgte eine Aufstockung des Gebäudes. 1875 veranlasste der Bankier Adolf Häßler den Anbau einer Holzveranda an der Hinterfront und 1906 der Friseur Wilhelm Erbe den Einbau eines zweiten Ladens. Das Traufseithaus besitzt einen winkelförmigen Grundriss und weist in der Straßenfassade acht Achsen mit einer unregelmäßigen Fensteranordnung auf. Das modern gestaltete Erdgeschoss hat massive Außenwände, auf denen die verputzten Fachwerkwände der Obergeschosse ruhen. Im Satteldach ist mittig ein vierachsiges Walmdachzwerchhaus angeordnet, flankiert von zwei Hausgauben. Die Fenster des ersten Obergeschosses zeichnen sich durch Sturzprofile mit Rosetten aus, das zweite Obergeschoss wird oben durch ein Konsolfries unter der Dachtraufe abgeschlossen. |      |
| Oberer Bürglaß 9 (Standort) Wohnhaus D-4-63-000-388                               | Der Zimmermeister Christian Friedrich Hertha errichtete 1831 auf dem Areal ein Wohnhaus, das 1834 an Carl Friedrich August Briegleb veräußert wurde. Briegleb gab 1837 einen Neubau in Auftrag, den 1850 der Justizrat Friedrich Forkel erwarb. Das dreiflügelige, zweigeschossige Wohnhaus ist ein Satteldachbau mit auffällig hohen Geschosshöhen. Die siebenachsige Straßenfassade weist ein gebändertes Erdgeschoss auf, auf dem das Obergeschoss als Fachwerkkonstruktion ruht. Die Fassadenmitte wird durch eine achtfeldrige Eingangstür mit einem hohen Oberlicht und dem darüber angeordneten Balkon mit Schmiedeeisengitter betont. Den nördlichen Giebel zeichnet ein Konsolfries unter dem Ortgang aus. Eine Stützmauer aus Sandsteinen umfasst den Garten, in dem eine Laube steht. |      |
| Oberer Bürglaß 11 (Standort) Wohn- und Geschäftshaus D-4-63-000-389               | Teile der Bausubstanz des dreigeschossigen Wohn- und Geschäftshauses stammen aus dem 17. Jahrhundert. Als zweigeschossiges Eckhaus mit drei Stuben und einem Stall ist es für das Jahr 1730 belegt. 1867 folgte ein Ladeneinbau und 1876 beauftragte der Händler Carl Lindner den Zimmermeister Carl Immler mit der Aufstockung und dem Bau eines Satteldaches mit einem Zwerchgiebel. 1968 wurden in der Giebelseite zwei Fensterachsen geschlossen. Das Traufseithaus weist in der Straßenfront in den Obergeschossen eine enge Reihe von sechs Fensterachsen und im Dach einen zweiachsigen Zwerchgiebel mit beidseitigen Hausgauben auf. Die Giebelseite zum Unteren Bürglaß besitzt in den Obergeschossen noch eine Achse. Markant sind die größeren Fenster im zweiten Obergeschoss gegenüber den kleineren, älteren Fenstern im ersten Obergeschoss. |      |
| Oberer Bürglaß 12 (Standort) Ehem. Handwerkerhaus D-4-63-000-390                  | Das zweigeschossige Gast- und Wohnhaus wurde wohl gemäß seiner Haustür 1793 JvH als Kleinkaufmanns- oder Handwerkerhaus errichtet. Eigentümer war die Familie Heublein. Sein Kern stammt aus dem 17. Jahrhundert. Im Jahr 1700 wurde es als alter, zweistöckiger Bau mit zwei Stuben und einem Keller beschrieben. 1909 ließ der Glasermeister Peter Gruber eine Umgestaltung der Geschosse durchführen, 1910 folgte mit der Errichtung eines Mansarddaches und 1921 (siehe Kartusche) mit dem Einbau eines Zwerchgiebels ein barockisierender Ausbau. Der völlig Umbau des Erdgeschosses für die Gastwirtschaft wurde 1970 durchgeführt. Das im Vergleich zu den Nachbarhäusern niedrige Traufseithaus besitzt im Obergeschoss als Fassade eine verputzte Fachwerkkonstruktion mit vier Fenstern, die knapp unter der Traufe angeordnet sind. Die Fassadenwand im Erdgeschoss ist dagegen massiv ausgebildet. |      |
| Oberer Bürglaß 14 (Standort) Wohn- und Geschäftshaus D-4-63-000-391               | Das dreigeschossige Wohn- und Geschäftshaus wurde vermutlich vor 1798 errichtet. 1831 erwarb es der herzogliche Kammerdiener Johann Georg Michael Büttner und veranlasste 1832 die Aufstockung der Rückseite. Einen Dachausbau gab 1880 der Klempnermeister Richard Döll in Auftrag, wobei auf den Traufseiten Zwerchgiebel eingebaut wurden. Das Rückgebäude, in dem ab 1881 das Photoatelier Adler seinen Sitz hatte, wurde 1890 teilweise aufgestockt. Das streng symmetrische, traufständige Satteldachhaus weist im massiven Erdgeschoss zwei seitliche Türen von etwa 1880 auf. Darüber ist die verputzte Fachwerkkonstruktion der Obergeschosse mit einem Bandgesims und vier Fensterachsen angeordnet. Die Fenster des ersten Obergeschosses sind durch Sturzgesime gekennzeichnet. Den Abschluss bildet das zweiachsige Zwerchhaus mit beidseitigen Hausgauben. |      |
| Oberer Bürglaß 15 (Standort) Wohnhaus D-4-63-000-392                              | Im 17. Jahrhundert wurde das zweigeschossige Wohnhaus erbaut. Belegt ist ein Umbau im Jahr 1719 durch den Salpetersieder Georg Grimmlein, wobei auch die heutige Fassadengestaltung entstanden sein dürfte. Ein Dachgeschossausbau erfolgte 1933. Das traufständige, siebenachsige Satteldachhaus ist durch ein massives Erdgeschoss mit einem Quadersockel gekennzeichnet. Der in der Mitte angeordnete Eingang wird durch einen Flur mit rückwärtiger Treppe und Hofdurchgang fortgesetzt. Die Obergeschossfassade ist als verputzte Fachwerkkonstruktion mit unter der Dachtraufe sitzenden Fenstern ausgebildet. Das Dach besitzt ein zweiachsiges Zwerchhaus, flankiert von zwei Hausgauben. |      |
| Oberer Bürglaß 18 (Standort) Ehem. Bierkeller D-4-63-000-742                      | Das dreigeschossige Wohn- und Gasthaus ist für 1720 als zweistöckiges Haus mit vier Stuben und Keller belegt. 1872 veranlasste der Bierbrauer Jacob Ehrlicher den Einbau einer Bierbrauerei mit Braukessel und 1873 Mazdarre. 1910 folgte eine Aufstockung durch den Maurermeister Christian Renner. 1927 kam es zu einer erneuten Umgestaltung, diesmal in eine Gastwirtschaft mit Kegelbahn, die ab 1929 „Zum Löwen“ hieß. Die letzte Modernisierung fand 1998 statt. Die umfangreichen Kelleranlagen des Anwesens stammen aus dem 16. bis 19. Jahrhundert und erstrecken sich bis zur Allee mit Resten der äußeren Stadtmauer, wo ein Eingang vorhanden ist. Die Keller, die zum Bier lagern dienten, bestehen aus einem kreuzgratgewölbten Raum mit Mittelstütze sowie weiteren tonnengewölbten Stollen. |      |
| Oberer Bürglaß 20 (Standort) Wohn- und Geschäftshaus D-4-63-000-393               | Aus dem späten 18. Jahrhundert stammt das dreigeschossige Wohn- und Geschäftshaus. 1801 beauftragte Johann Thomas Schelhorn die Aufstockung des Rückgebäudes, 1869 der Metzgermeister Heinrich Schlick den Einbau eines Ladens und 1897 der Metzgermeister August Boseckert den Dachausbau mit einem Zwerchhaus. Die symmetrische Fassade des Mansarddachhauses ist im Stil des Klassizismus gestaltet. Die verputzte Fachwerkwand besitzt in den Obergeschossen sieben Fensterachsen, wobei der segmentbogige Sturz der Fenster im zweiten Obergeschoss direkt unter der Dachtraufe liegt. Das vierachsige Zwerchhaus des schiefergedeckten Daches weist einen offenen Dreiecksgiebel auf und wird von Schleppgauben flankiert. Das massive, modern gestaltete Erdgeschoss, oben begrenzt durch ein Gesims, kennzeichnet ein mittiger Hauseingang |      |
| Oberer Bürglaß 21 (Standort) Ehem. Kommunbrauhaus D-4-63-000-877                  | Das ehemalige Kommunbrauhaus, das auch Brauhaus auf dem Steinweg genannt wurde, geht auf eine Braustatt aus dem 14. Jahrhundert zurück, die 1466 nach einem Brand neu errichtet wurde und von 1588 bis 1859 Kommunbrauerei war. Von 1903 bis 1905 nutzte das Anwesen der Metallgießer Motschmann, ab 1905 die Maschinenfabrik Zech & Forkel. 1988 verkaufte die Stadt das Gebäude, das saniert wurde und seit 1989 von einer Auslandskorrespondentenschule genutzt wird. Das Brauhaus ist ein länglicher Satteldachbau, dessen Bausubstanz teilweise aus dem 16. Jahrhundert stammt. Der Sandsteinquaderbau besteht aus zwei Abschnitten, deren Grenze durch einen Sprung in der Dachtraufe erkennbar ist. Der östliche, höhere Gebäudeteil ist aus einem Umbau im 18. oder 19. Jahrhundert hervorgegangen und weist unter anderem ein gefastes Segmentbogenfenster mit Keilstein sowie einen Giebel mit einem Fußwalm auf. Der westliche Hausabschnitt grenzt an den Steinweg 32, wo ein Durchgang vorhanden ist, und besitzt einen Eingang, ebenfalls gefast mit Keilstein. |      |
| Oberer Bürglaß 26 (Standort) Wohn- und Geschäftshaus D-4-63-000-394               | Das dreigeschossige Wohn- und Geschäftshaus wurde wohl im späten 18. oder frühen 19. Jahrhundert errichtet. Zuvor war das Grundstück mit einem zweigeschossigen Haus bebaut, das 1730 als alter Bau beschrieben wurde. Nach dem Zweiten Weltkrieg kamen in den folgenden Jahrzehnten umfangreiche Umbauten und Entkernungen zur Ausführung. Dabei wurde unter anderem 1951 ein Treppenhaus eingebaut. Das fünfachsige Traufseithaus besitzt ein Mansarddach mit einem mittigen, zweiachsigen und verschieferten Zwerchhaus, abgeschlossen durch einen Segmentbogengiebel. Die Eingänge im Erdgeschoss sind beidseitig außen angeordnet, zwischen Erd- und erstem Obergeschoss ist ein Gesims vorhanden. Das eingeschossige Rückgebäude weist teilweise eine Bausubstanz aus dem Mittelalter auf. Die Außenwände bestehen aus verputztem Holzfachwerk mit Lehm und bereichsweise aus Bruchsteinmauerwerk. |      |
| Oberer Bürglaß 28 (Standort) Wohn- und Geschäftshaus D-4-63-000-395               | Das viergeschossige Wohn- und Geschäftshaus steht auf einem Grundstück, dessen Eigentümer 1499 der Ritter Ernst von Brandenstein war. 1730 war es mit einem Gebäude bebaut, das als sehr altes, zweistöckiges Häuslein mit zwei Stuben beschrieben wurde. Im 18. oder frühen 19. Jahrhundert folgte ein Neubau. 1829 beauftragte der Hofschlossermeister Johann Christian Hartleb die Verlängerung des Gebäudes um drei Achsen. Der Hofschlossermeister Johann Weibrecht ließ 1870 einen Laden mit einer Werkstatt einbauen, 1877 die nördliche Außenwand in den beiden unteren Etagen sanieren und 1890 eine Aufstockung ausführen. Die Fassade des Eckhauses ist im Erd- und ersten Obergeschoss in Quadermauerwerk, darüber mit verputztem Fachwerk ausgeführt, wobei profilierte Gesimse die Etagen trennen. Die Straßenfront kennzeichnen zwei Achsen mit Fensterpaaren. Im zweiten Obergeschoss ist mittig ein Relief des Herzogswappens und darüber eine Kartusche mit Obstgebinde angeordnet. Zur Einhaltung der allgemeinen Firsthöhe weist das viergeschossige Haus ein flaches Mansarddach auf. Die Nordfassade zeichnet eine unregelmäßige Fensteranordnung aus, vor dem Dach steht ein zweiachsiger Zwerchgiebel. |      |
| Oberer Bürglaß 32 (Standort) Wohnhaus D-4-63-000-396                              | Der Kern des Wohnhauses geht auf das Stallmeisterhaus eines Herrenhof zurück, das 1877 einen grundlegenden Umbau durch den Baumeister Bernhard Brockardt im Auftrag des Rechtsanwaltes Otto Muther erfuhr. 1916 erwarb die Reichspost das Haus zu Wohnzwecken für die Mitarbeiter des kaiserlichen Post- und Telegrafenamtes, 1935 ging es an die Reichsfinanzverwaltung über, später an den Freistaat Bayern. Das Satteldachhaus weist ein Erdgeschoss und ein hohes Sockelgeschoss, das aus einem Tonnengewölbe besteht, auf. Die Giebelseite zur Straße besitzt drei Fensterachsen, auf der Nordseite sind sechs Achsen und ein dreiachsiges Zwerchhaus vorhanden. Die Erschließung erfolgt über eine Außentreppe auf der Südseite, wo ebenfalls ein dreiachsiges Zwerchhaus angeordnet ist. |      |
| Oberer Bürglaß 34/36 (Standort) Ehem. Reichspost D-4-63-000-397                   | Das zweigeschossige Verwaltungsgebäude wurde in zwei Abschnitten auf dem Areal des ehemaligen Herrenhofes in den 1870er Jahren gebaut. Der ältere, nördliche Gebäudeteil, die Nr. 36, wurde 1876 im Auftrag des Herzoglichen Staatsministeriums nach Plänen des Stadtbaurates Julius Martinet für ein Post- und Telegrafenamt der Reichspost errichtet. Ein Jahr später folgte die Nr. 34 auf der südlichen Seite als Wohnhaus für den Rechtsanwalt Otto Muther. 1916 erwarb die Reichspost die Häuser Nr. 34 und 32 und vereinigte sie mit der Nr. 36 zu einer Liegenschaft, die 1935 an die Reichsfinanzverwaltung und später an den Freistaat Bayern wechselte. Seit 1988 haben das Gewerbeaufsichtsamt und das Arbeitsgericht ihren Sitz in dem Gebäudekomplex. Das langgestreckte, neugotisch gestaltete Gebäude besitzt eine Ziegelfassade mit Sandsteingliederungen. Die Vorder- und Rückseite sind durch jeweils vier Zwerchhausrisalite strukturiert, deren Kanten Eckquader einfassen. Der Eingang zum Haus Nr. 36 ist durch eine Treppe zu einem Vorbau mit einem Zinnenabschluss und einem ornamentierten Portal gekennzeichnet, dahinter ist ein schmaler Risalit mit einem Uhrengiebel sowie einem Doppelfenster mit Wappenschild angeordnet. Zwei Risalite auf der Rückseite zeichnen vorgesetzte, dreiseitige Erker mit neugotischen Zierrat aus. Im Erdgeschoss sind Stichbogenfenster vorhanden, im Obergeschoss rechteckige, profilierte mit gewinkeltem Sturz. An beiden Enden stehen, zurückgesetzt viergeschossige Türme mit Pyramidendächern und jeweils vier Gauben. |      |